# Спорт в Запорожье

Аллея славы запорожских спортсменов.

Запорожье называют «столицей игровых видов спорта страны».
В городе есть легкоатлетический манеж, плавательные бассейны, водные базы теннисные корты, спортивные площадки с искусственным покрытием, дворец спорта «Юность», современный футбольный стадион «Славутич-Арена». Многие вузы и предприятия имеют собственные спорткомплексы.
В 2006 г. в Запорожье действовало около 35 детско-юношеских спортивных школ, в которых занималось около 11 тыс. ребят, с которыми работали полтысячи тренеров-преподавателей.

## Баскетбол
- Женская баскетбольная команда «Козачка» — 8-кратные чемпионки Украины[4] выступающая в Женской украинской профессиональной баскетбольной лиге[5].
- Мужской баскетбольный клуб «Ферро-ЗНТУ» (1972—2015) — дважды обладатель украинского Кубка Суперлиги (2010, 2013)[6], трижды бронзовый призёр чемпионата Суперлиги (2010, 2012, 2013)[7].
- Мужская команда «Авиастар-КПУ» по итогам сезона 2009-2010 заняла третье место в первой лиге[8].
- Проводится мемориал Вячеслава Гаврилова — основателя команды «Ферро-ЗНТУ»[9].
- Проводится открытый чемпионат Запорожья по баскетболу[10].
- Существовала мужская команда «Запорожье»[11].

## Волейбол
- Женская волейбольная команда «Орбита-Университет», в сезоне 2011—2012 команда стала чемпионом Высшей лиги и получила право выступать в Суперлиге[12]. Обладатель Кубка СССР 1985, 1988 гг., бронзовый призёр Чемпионата СССР сезона 1988/1989. Обладатель Кубка Европейской конфедерации волейбола сезона 1989/1990, серебряный призёр Кубка ЕКФ сезона 1994\1995. Чемпион Украины и обладатель Кубка Украины сезона 1992/1993, многократный призёр чемпионатов Украины[13].
- В Запорожье многократно проходили соревнования по волейболу среди девочек. Так в 2010 г. соревнования посвящённые празднованию Дня города, были проведены в девятый раз[14].
- Президентом Запорожской областной федерации волейбола является Александр Син, городской голова Запорожья с 2010 г.[15]
- В запорожской ДЮСШ готовят юниоров для пляжного волейбола[16].
- По итогам 2010 г. двое запорожцев оказались в топ-100 лучших пляжных волейболистов Европейской конфедерации волейбола. Николай Бабич расположился на 37-й позиции личного мужского рейтинга, его напарник одессит Александр Йошер очутился строчкой ниже. В командном рейтинге пара занимает 32-е место. 56-ю строчку рейтинга CEV занимают запорожец Сергей Попов со своим напарником Валерием Самодаем из Сум. В активе обоих ребят по 180 очков. В командном рейтинге пара занимает 37-е место[17].
- Запорожец Сергей Попов и сумчанин Валерий Самодай в 2011 г. стали чемпионами мира по пляжному волейболу среди 21-летних юниоров, который проходил в канадском Галифаксе. До этого в активе Попова уже была медаль чемпиона мира, и золотая, серебряная и бронзовая награды европейского первенства. Также Сергей завоевал приз лучшего «пляжника» мира в 2009-м, бронзовую медаль Всемирной универсиады в Пекине[18].
- Регулярно проходит турнир по волейболу «Кубок Хортицы». В 2011 году международный турнир прошёл в 15-й раз и в нём приняли участие 14 команд возрастом свыше 35 лет[19].
- В 2009 г. команда СК «Запорожье» 60+ стала Чемпионом мира среди ветеранов[20].

## Гандбол
Запорожье является гандбольной столицей Украины.
Олимпийскими чемпионами становились пятеро представителей запорожских гандбольных клубов. Чемпионами Олимпиады-76 в Монреале становились игроки ЗИИ: Сергей Кушнирюк, Александр Резанов, Михаил Ищенко, Юрий Лагутин. Золотую медаль Олимпийских игр в Москве в 1980 году завоевала вратарь женской команды ЗИИ Валентина Лутаева. В Запорожье в 1983 году проходил Кубок международной федерации гандбола. В городе действуют две спортивные детско-юношеские школы олимпийского резерва — ZTR и им. Лагутина.
- «ZTR» — 14-кратный чемпион Украины среди мужчин, обладатель Кубка Украины, двукратный четвертьфиналист Лиги чемпионов Европы. Четвертьфиналист Кубка обладателей кубков ЕГФ 2008 года[25][26].
«ZTR» ранее называвшийся «ЗИИ» (ЗМетИ) — серебряный и шестикратный бронзовый призёр Чемпионата СССР по гандболу.
В 1982 году гандболисты ЗИИ Сергей Кушнирюк и Александр Шипенко в составе сборной СССР становятся чемпионами мира[27].
В 1983 году ЗИИ завоевал Кубок международной федерации гандбола[28].

- «Мотор» — с 2007 года играет в мужской суперлиге. Чемпионы Украины Суперлиги 2013 года, обладатели Кубка Украины 2013 года[29]. Победители высшей лиги 2004 и 2007 годов, серебряные призёры 2012 года[30]. «ЗАС» дважды становился серебряным (в 1963 и 1964 гг.) и бронзовым (в 1965 и 1967 гг.) призёром Чемпионата СССР по гандболу.
- Ранее существовал женский гандбольный клуб «Запорожье-ЗГИА» (до 1989 года — «ЗИИ», до лета 2009 года — «Мотор», прекратил существование в 2011[31]) — четырнадцатикратный Чемпион Украины среди женщин, четырёхкратный серебряный призёр Чемпионата Украины, бронзовый призёр Чемпионата СССР (1977), бронзовый призёр Открытого чемпионата СНГ (1992), двукратный обладатель Кубка СССР, обладатель Кубка Украины, обладатель Кубка обладателей кубков ЕГФ 2001 года, серебряный призёр Суперкубка ЕГФ 2001 года. Главным тренером команды с 1972 по 1997 был Леонид Ратнер[32]. 9 игроков команды в составе сборной Украины завоевали бронзовые медали Олимпиады-2004. Запорожье на Олимпиаде 1980 года представляла Валентина Лутаева (Берзина)[32]. В 2010 г. гандболистки «Запорожье-ЗГИА» выиграли чемпионат Украины по пляжному гандболу[33]. В 2011 г. команда «ЗГИА-Запорожье» заняла пятое место[34].

Турниры
- В 2012 г. прошёл 31-й мемориал по гандболу памяти олимпийского чемпиона Юрия Лагутина[35].
- В 2012 г. в Запорожье прошёл 14-й Международный мемориал по гандболу памяти заслуженных строителей Украины Ивана Соболевского и Бориса Беликова[36].
- В 2013 г. во второй раз был проведён Кубок Днепра, в котором приняли участие 4 команды Украины и России[37].
- В 2013 г. был в четвёртый раз проведён мемориал памяти Заслуженного тренера Украины Анатолия Фёдоровича Невинского[38].

## Гребля
Запорожские гребцы занимаются в ДЮСШ «Украина», «Колос», «Мотор-Сич», школе высшего спортивного мастерства.
В 2010 г. на V летних спортивных играх молодёжи Украины запорожская команда по академической гребле заняла ІІІ общекомандное место (при этом до 2010 года выше 5-го места команда не поднималась). На Кубке Украины 2011 г. в командном зачёте Запорожская область финишировала шестой.
- В 2010 г. Александр Надтока в составе парной четвёрки от Украины стал бронзовым призёром молодёжного чемпионата мира по академической гребле, в 2011 г. в составе парной четвёрки завоевал серебро на этапе кубка мира в Мюнхене, а в июле 2011 г. парная четвёрка с Александром завоевала первое место на молодёжном чемпионате мира по академической гребле (Амстердам)[41][42][43]. В 2012 году Александр Надтока во второй раз стал чемпионом мира среди молодёжи и выиграл серебро на чемпионате Европы[44].

- Николай Филоненко в 1982 г. стал призёром чемпионата СССР по академической гребле[45].

## Греко-римская борьба
В Запорожье — хорошая база греко-римской борьбы, это один из главных центров этого вида спорта на Украине.
- В 2010 г. «за особые заслуги в греко-римской борьбе» заслуженный тренер СССР и Украины Евгений Чертков получил золотой орден ФИЛА[47].
- В 2014 г. прошёл XIX международный турнир по греко-римской борьбе памяти мастера спорта СССР Евгения Трухина. В турнире приняли участие более 150 юниоров[48].
- В 2011 г. в Запорожье прошёл Кубок Украины, награды в котором разыгрывались в восьми весовых категориях 179 участников в составе двадцати команд[49].
- В 2012 г. в Запорожье прошёл чемпионат Украины по греко-римской борьбе среди юниоров, в котором приняли участие более 200 борцов из 22 областей Украины[50].
- Олимпийским чемпионом в 1952 году стал запорожский борец Яков Пункин[24].
- В 1981 и 1982 годах чемпионом мира по классической борьбе в категории до 68 кг был Геннадий Ермилов[51].
- Армен Варданян является двукратным чемпионом Европы (2004, 2008), трёхкратным серебряным призёром чемпионата мира (2003, 2010, 2015), бронзовым призёром Олимпийских игр в Пекине (2008).
- Вьюгар Рагимов — обладатель серебра Чемпионата Европы 2011 года и бронзовых медалей Чемпионатов Европы 2007 и 2010 гг.[52]
- В 2011 г. Игорь Дидык стал бронзовым призёром в весовой категории 120 кг на чемпионате Европы по борьбе среди юниоров, проходившем в Сербии[53]. В 2010 г. Дидык стал чемпионом на молодёжном чемпионате мира, а в 2011 г. на молодёжном чемпионате мира, проходившем в Бухаресте, занял 3-е место[54].

## Дзюдо

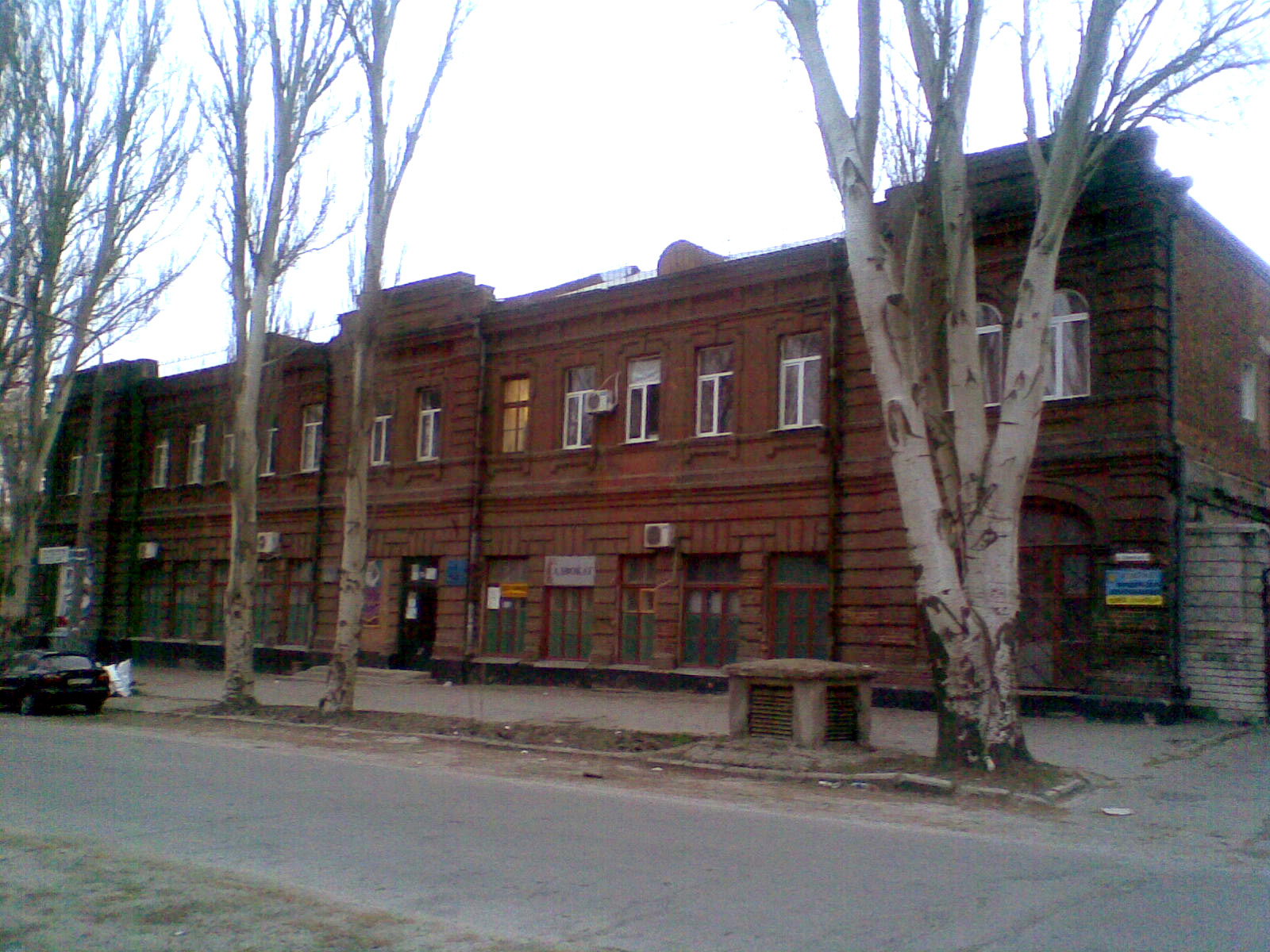
Здание запорожской специализированной детско-юношеской школы олимпийского резерва по вольной борьбе и дзюдо на базе спортивного общества «Трудовые резервы»

В городе располагается Федерация дзюдо Запорожской области, специализированная детско-юношеская школа олимпийского резерва по дзюдо и вольной борьбе. Среди призёров чемпионатов мира и Европы запорожские борцы Евгений Сотников, Станислав Бондаренко, Алексей Данилов, Размик Тоноян, Татьяна и Людмила Лусниковы, Вадим Синявский, Наталия Маликова, Инна и Марина Черняк, Марина Крот, Сурен Мкртчян. В 2009 г. в Запорожье проходила всеукраинская Универсиада.
Запорожские дзюдоисты занимают высокие места в мировом рейтинге. Так, в 2010 году Вадим Синявский (в весе до 90 кг) занимал 11-е место в мировом рейтинге, а Станислав Бондаренко (свыше 100 кг) в мае 2011 г. занимал 9-ю позицию. Станислав Бондаренко в феврале 2011 г. выиграл этап Кубка мира по дзюдо в Варшаве, в мае взял бронзу на мировом Гран-при. В 2012 году Станислав стал победителем Кубка Европы в Целе.
- На Кубке Европы по дзюдо среди юниоров, состоявшемся в 2011 г. в Киеве Галина Тарасова стала чемпионкой в весовой категории свыше 78 кг. В 2010 г. Галина Тарасова стала абсолютная чемпионкой Украины-2010 среди взрослых[61].
- На Кубке Европы по дзюдо среди кадетов U17, состоявшемся в 2011 г. в Загребе Богдан Зусько в весовой категории 81 кг выиграл серебро[62].
- В 2011 г. Марина Черняк завоевала серебро на этапе Кубка Европы в Целе в весовой категории до 48 кг.[63]. В то же весовой категории в 2012 г. Марина завоевала бронзовую медаль Кубка Европы в Целе[60].

- Ежегодно проходит турнир, посвящённый Дню победы и основателю дзюдо и самбо в Запорожской области, ветерану Великой Отечественной войны, заслуженному тренеру СССР Семёну Цибульскому. В 2011 г. турнир прошёл в 32-й раз и собрал около 200 спортсменов из различных регионов Украины[64].
- Занятия по джиу-джитсу проводятся в городе в нескольких клубах, среди которых клубы «Волк», «Бушинкан», «Гибкий путь».

## Интеллектуальные игры
- В Запорожье неоднократно проходил всеукраинский молодёжный фестиваль «Оселедець».
- Запорожская команда «Бандерлоги» — двукратный чемпион Украины (2010, 2011), обладатель Кубка Украины по спортивной версии игры «Что? Где? Когда?»[65]. В 2010 г. «Бандерлоги» стали бронзовыми призёрами Чемпионата мира по «Что? Где? Когда?».[66]
- В 2011 году Кубок Украины выиграла другая запорожская команда — «Мания Величия».[67]
- 24-25 ноября 2012 года в Запорожье на территории ЗНУ прошёл 10-й чемпионат Украины по «Своей игре»[68].

## Капоэйра
В Запорожье представлена школа капоэйры International Capoeira Raiz.

## Кикбоксинг

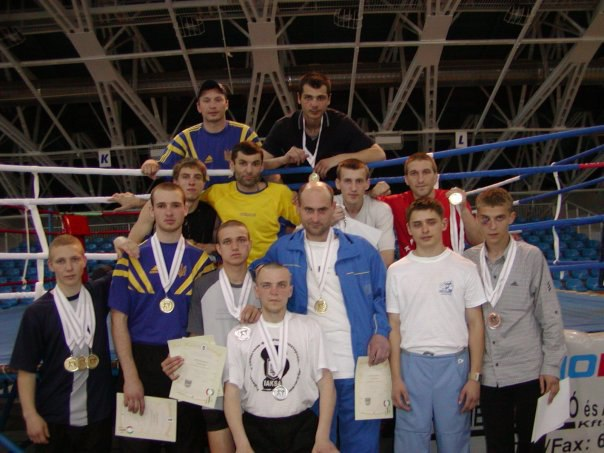
Спортсмены из Запорожья победители Кубка Европы "IAKSA" 2004 г. Сегед, Венгрия.

- Чемпионы Европы и Мира запорожцы: Игорь Пилипенко, Березенко Лариса, Логанов Артём[69], Шевченко Алексей, Каряка Ян, Нестеров Эдуард[70], Илья Бренько, Вячеслав Юлбасов,Тимур Кузахмедов, Алексей Лепик, Кичук Олег, Евгений Ткаченко.
- В 2009 г. в легкоатлетическом манеже Запорожсталь прошёл Чемпионат Украины по кикбоксингу.[71] Одним из организаторов чемпионата выступил Союз ветеранов Афганистана Запорожья, который открыл и содержит спортзал в Бородинском микрорайоне.

- Запорожский кикбоксер Артём Юрченко в январе 2010 г. стал победителем в юношеском чемпионате мира[72].

- На юниорском чемпионате мира по версии WAKO золото в весовой категории до 56 кг заработала Илона Фелоненко, серебро в весе до 67 кг у Ярослава Ходяка. Бронзовые медали завоевали Ася Тертичная и Сергей Фелоненко (до 57 кг). Все спортсмены являются воспитанниками ДЮСШ «Мастер Сич».[73]

- На чемпионате мира 2011 г. по версии WPKA приняли участие 5 запорожцев, воспитанников тренера Александра Малаховского. В категории фул-контакт, Олег Ломакин стал чемпионом в весе 60 кг. В весовой категории 80 кг серебро заработал Денис Шурмилев[74].

## Лёгкая атлетика

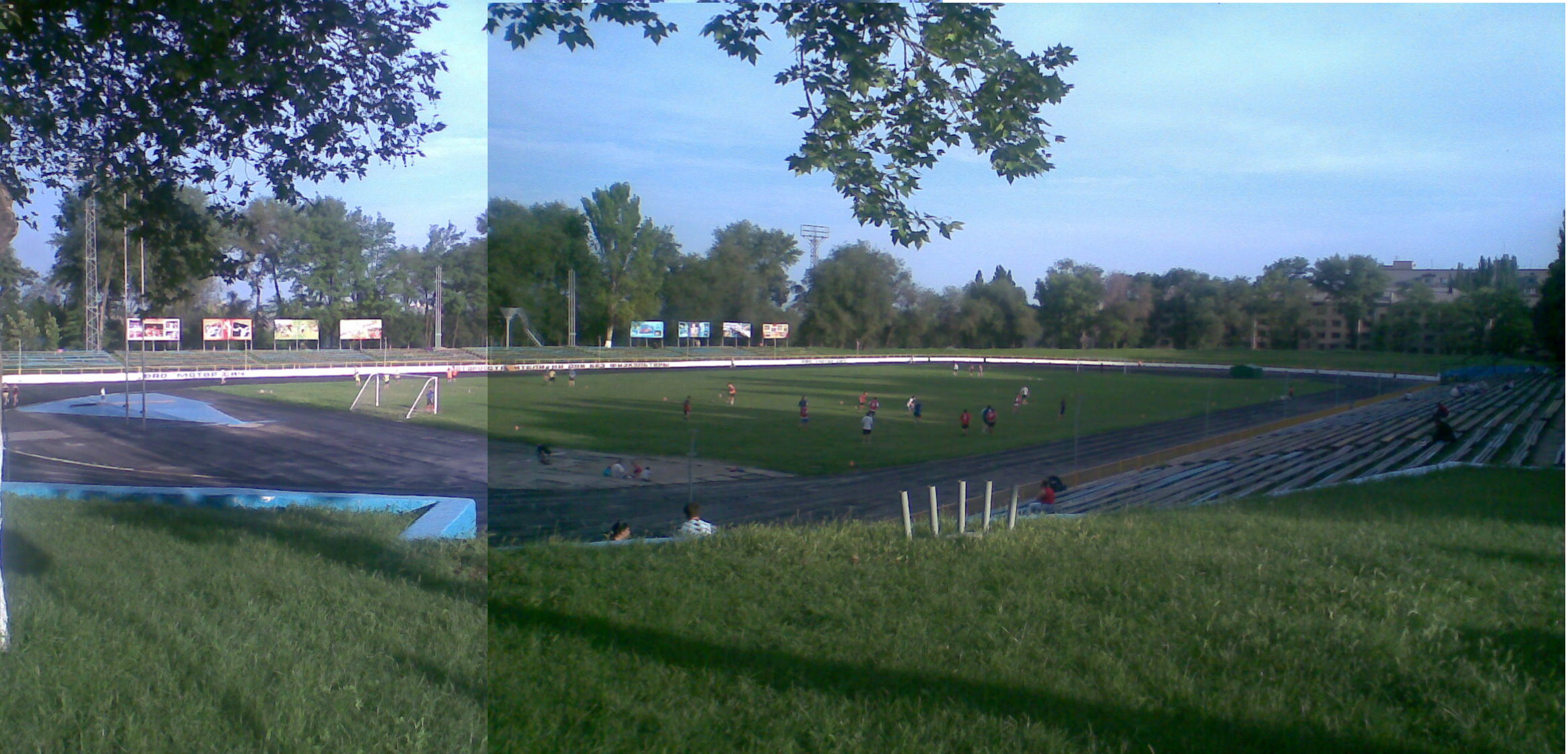
Футбольное поле и спорткомплекс легкоатлетического манежа «Стрела»

- Ирина Ольховникова в 1982 г. стала бронзовым призёром чемпионата Европы в эстафете 4×400 м.[45]
- Татьяна Самоленко — олимпийская чемпионка (1988), призёр олимпийских игр, трёхкратная чемпионка мира.
- Олеся Повх и Мария Ремень в составе эстафетных команд на дистанции 4×100 стали чемпионками Европы-2010, бронзовыми призёрами чемпионата мира по лёгкой атлетике (2011), бронзовыми олимпийскими чемпионками (2012)[75][76].
- Олеся Повх является чемпионкой Европы 2011 года (60 м), серебряным призёром чемпионата Европы 2012 года (100 м)[44][75].
- Мария Ремень является чемпионкой Европы 2012 года (200 м), серебряным призёром чемпионата Европы 2011 года (60 м), серебряным призёром чемпионата Европы в помещении 2013 года[44][75].

## Метательные дисциплины
Метательные дисциплины в Запорожье развиты не сильно. Так, на чемпионате Украины по легкоатлетическим метаниям 2011 г. Запорожская область заняла лишь восьмое командное место с результатами преимущественно в метании копья (в 2010-м году девятое место). . Золото на чемпионате выиграла Анна Гацько в соревнованиях женщин в метании копья весом 600 г и Юрий Кушнирук среди юниоров в метании копья весом 700 г. .
Весной 2010 г. Юрий победил на юношеском Чемпионате Украины, Европы и принял участие на юношеских олимпийских играх в Сингапуре.

## Многоборье
- Десятиборец Алексей Касьянов, воспитанник запорожского СК «Металург» в 2009 году выиграл престижный турнир Decastar[англ.][82], стал финалистом чемпионата мира, серебряным призёром чемпионата Европы[83], бронзовым призёром Кубка Европы[84]. В 2011-м году Алексей стал серебряным призёром чемпионата мира по лёгкой атлетике в помещении[85]. В 2012 году воспитанник Дмитрия Лепы выиграл серебряные медали чемпионата Европы и зимнего чемпионата мира, а также был седьмым на Олимпийских Играх в Лондоне.[44]
- Анна Мельниченко в 2013 году в Москве на Чемпионате мира по лёгкой атлетике выиграла золотую медаль в семиборье[86].

## Параолимпийцы
- На Паралимпийских Играх в Лондоне (2012) Мария Помазан стала обладательницей золота и серебра в легкоатлетических метаниях, а Алексей Федына выиграл золото и бронзу в плавании[44].

## Парусный спорт
Запорожские яхтсмены успешно выступают на Чемпионате Украины, Кубке Европы.
Запорожье — город с более чем 50-летними традициями парусного спорта. Фактически — кузница олимпийских чемпионов, яхтсменов мирового уровня. В советское время каждое крупное предприятие курировало и развивало несколько видов спорта, среди которых обязательно был и парусный. Работали яхт-клубы при «Радиоприборе», «ЗТР», «Мотор Сичи», «ДСС», «Запорожстали». В то время в Запорожье почти через год рождался чемпион Союза, выросла целая плеяда звёзд яхтинга, за которой тянулись молодые. Однако во времена экономических трудностей собственники предприятий решили отказаться от поддержки яхт-клубов, и те без финансирования попросту развалились. Ценные кадры, тренера, талантливые спортсмены разъехались, стали выступать и одерживать победы под флагами других стран.
Запорожсталь
Одним из подразделений спортивного комплекса «Металлург» является яхт-клуб ОАО «Запорожстали», расположенный на правом берегу озера Ленина. В нём работает одна из немногих в городе спортивных секций по парусному спорту. Дети тренируются здесь бесплатно. Сегодня парусным спортом занимаются более 20 мальчиков и девочек, которых тренируют высококвалифицированные тренеры. Запорожские спортсмены неоднократно защищали честь родной страны на европейской и мировой аренах. Это Илья Вертелецкий, Кирилл Долгов, Таисия Бородина, Сергей Щербаков. Команда яхтсменов СК «Металлург» традиционно занимает призовые места на чемпионатах Украины.
С 2000 года в Запорожье проходят всеукраинские парусные регаты на призы Героя Украины Виталия Антоновича Сацкого. В 2015 г. в регате приняло участие 60 экипажей в семи группах. В первых таких соревнованиях участвовали яхты классов «Оптимист», «Кадет», «Луч» и «470», а уже со следующей регаты почётные награды начали разыгрывать крейсерские яхты.
Неизменным инициатором этих соревнований на протяжении десяти лет был заслуженный тренер Украины Александр Александрович Гречко, усилиями которого в начале 1990-х годов была создана одна из лучших на Украине баз парусного спорта. На тренерском поприще Александр Гречко подготовил членов сборной СССР Игоря Куцеконя и Сергея Шароева (класс «ОК-Динги»), победителя первенства Украины Алексея Демьянова (класс «Оптимист»), чемпионов ЦС ДСО «Авангард» Александра Казимирова и Алексея Куценкова («Летучий голландец»). Золотые награды чемпионата СССР и Спартакиады Украины завоёвывали Вадим и Валерий Половые, входившие в состав сборной страны. Победители первенства СССР Владимир Рудягов и Вадим Резниченко (класс «Кадет») участвовали в чемпионате мира. Пятикратным чемпионом и четырёхкратным обладателем Кубка Украины является Сергей Барбашин (класс «Луч-мини»). Геннадий Ищенко и Роман Попадюк выигрывали Кубок Украины.
Днепроспецсталь
С 1953 г. в Запорожье существовала водная станция завода «Днепроспецсталь» (прекратила существование в 2009 г.), при которой тренировались скутеристы, байдарочники, каноисты, яхтсмены, гребцы-академисты. Яхтсмены, оказавшиеся на обочине решили объединиться в общественную организацию «Запорожский яхтклуб» (руководитель Игорь Косов). Запорожское отделение Украинского общества охотников и рыболовов выделило акваторию на 7-м причале, где в 2010 г. находилось около 40 яхт (а сначала было 17).
В 2010 г., в честь пятилетия клуба, на нижнем бьефе в порту «Запорожье» была проведена парусная регата, которая собрала 30 яхт из Запорожья, Энергодара, Никополя и др. городов.
Иное
- 10-12 сентября 2010 г. в Запорожье состоялась традиционная 28-я регата на Кубок Запорожского крейсерского яхт-клуба, где приняли участие 55 яхт в семи группах[103].
- В день города в 2012 году была проведена регата «Кубок Хортицы», в которой приняли участие 33 яхты разных классов. Регата четвёртый год подряд проходит при поддержке PlatinumBank[104].

## Прыжки в воду

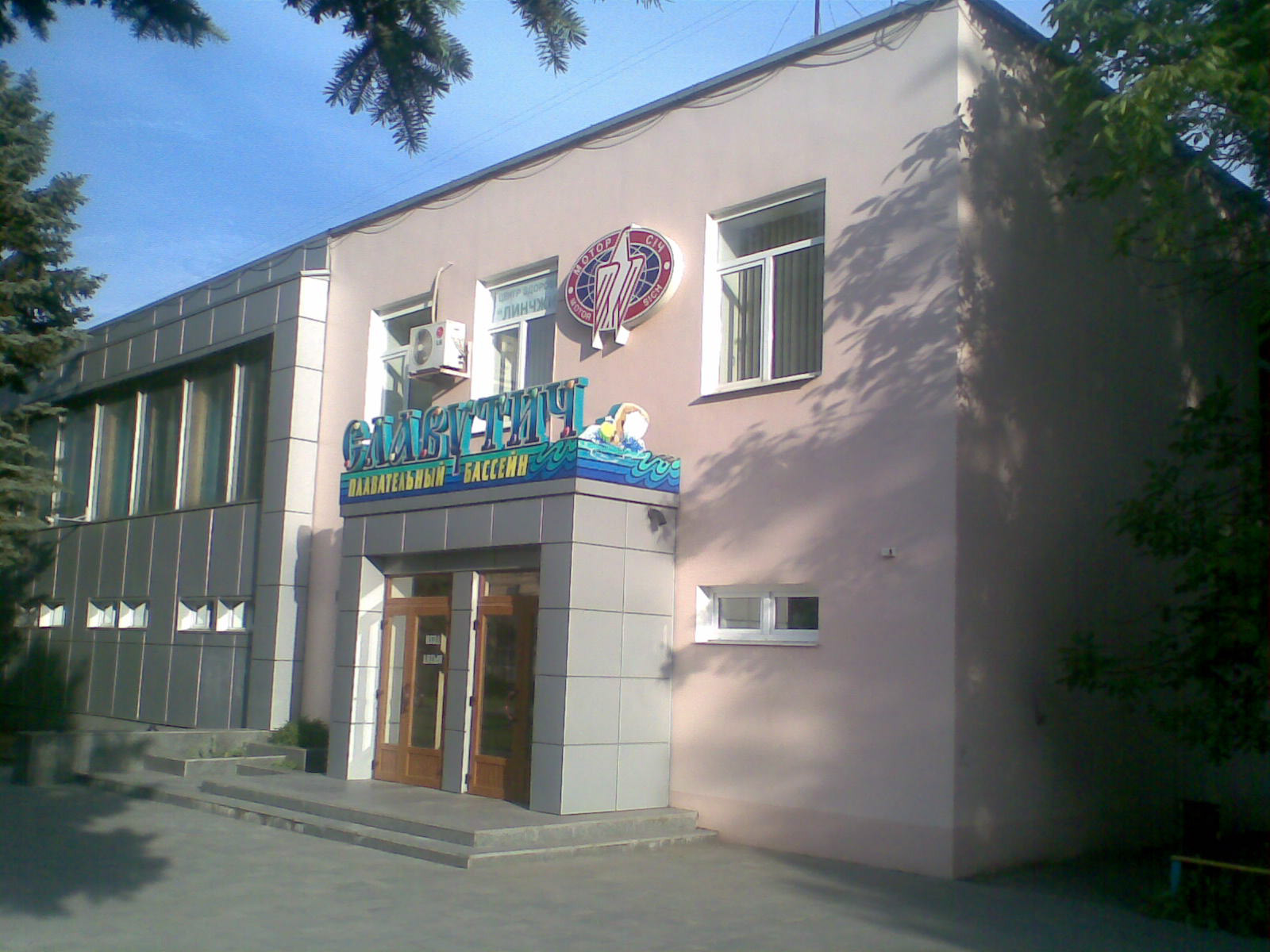
Вход в плавательный бассейн «Славутич»

В водных видах спорта Запорожье достойно представлено в прыжках в воду.
- Так в 2011 г. запорожанка Алина Чапленко вместе с киевлянкой Юлией Прокопчук выиграли бронзу на чемпионате Европы по прыжкам в воду[англ.] в синхронных прыжках с 10-метровой вышки. На чемпионатах Европы по водным видам спорта в 2008 и 2010 году в данной дисциплине Чапленко и Прокопчук завоёвывали серебро[105].
- На юниорском чемпионате мира Виктория Потехина и Виктория Косарь завоевали бронзу в синхронных прыжках с трёхметрового трамплина[106].
- Виктория Потехина — бронзовый призёр I Олимпийских юношеских игр в Сингапуре (2010), с чемпионата Европы по прыжкам в воду в 2010 г. в Хельсинки она привезла серебряную и бронзовую награды[107]. В 2012 году Виктория стала обладательницей серебра на Чемпионате Европы по синхронным прыжкам в воду[108]
- В 2008 г. на чемпионате Европы по водным видам спорта запорожец Антон Захаров в дуэте с Дмитрием Лысенко из Мариуполя завоевали бронзу в прыжках с 3-метрового трамплина[109].
- Ирина Амшенникова, Чемпионка Европы-2005. Двукратная серебряная и троекратная бронзовая призёрка чемпионатов Европы. Обладательница более 40 рекордов Украины. Участница Олимпийских игр в Афинах (2004).[110].
- В 2011 г. в Запорожье в бассейне «Славутич» состоялся юношеский Кубок Украины по прыжкам в воду.[111]
- В 2011 году воспитанник СК «Мотор-Сич» Максим Долгов на молодёжном чемпионате Европы по прыжкам в воду прошедшем в Сербии завоевал серебряные медали на 10-метровой вышке и трамплине 3 м.[112]

## Тайский бокс
На Кубке Европы по тайскому боксу в 2011 г. в Дрездене в соревнованиях мужчин весом до 45 кг чемпионом стал воспитанник клуба «Кросс» Дмитрий Рашевский. Никита Гребень («Мотор-Сич») завоевал серебро в категории до 54 кг.

## Триатлон
В городе действует областной филиал Федерации триатлона Украины. С 1993 г. по инициативе Евгения Романюка проходит ежегодный турнир по триатлону «Кубок Хортицы». В 2010 г. турнир состоялся в 17-й раз и имел статус международного.
Запорожские триатлонисты успешно выступают на Кубке Украины, Кубке Азии. Одним из самых титулованных триатлонистов Украины является уроженец Запорожья Владимир Поликарпенко — участник трёх Олимпиад, неоднократный призёр и победитель этапов Кубка Европы и мира.
По состоянию на 2010 г. запорожские триатлонисты (Сергей Курочкин, Максим Чорный, Василий Македон) находились в двадцатке лучших триатлонистов Украины, Олеся Дереза и Юлия Никоненко в топ-10 среди украинских триатлонисток.

## Тхэквондо
Запорожское тхэквондо находится на высоком уровне. Так в 2009 г. в Запорожье прошёл молодёжный чемпионат Украины по тхэквондо.
- В 2009 г. Юлия Волкова завоевала Кубок Европы-2008 по тхэквондо в весовой категории до 47 кг[124]. В 2010 г. на 19-м Чемпионате Европы Юлия Волкова заняла третье место в категории до 46 кг[125].
- В 2010 г. на первых юношеских олимпийских играх Максим Доминишин разделил 3-е место в категории до 73 кг[126]. Также в 2010 г. Максим завоевал бронзовую медаль юниорского чемпионата мира[122].
- В 2010 г. Дарья Яковлева завоевала серебро на молодёжном чемпионате Европы и бронзу в командном чемпионате Европы[122].
- Виктория Марчук в 2012 году завоевала первое место на чемпионате мира по паратхэквондо[127].
- В 2013 году на юниорском чемпионате Европы воспитанник СК «Мотор-Сич» Владислав Кабарухин завоевал бронзу в весе до 45 кг, а Юлия Миюц стала бронзовой призёркой в весе до 68 кг[128].
- В 2014 году Юлия Миюц стала победительницей чемпионата мира среди юниоров проходившего в Тайбэе и получила право выступать на Юношеских олимпийских играх[129].

## Тяжёлая атлетика
В городе существует СДЮШОР по тяжёлой атлетике имени Леонида Жаботинского (ФСО «Спартак») в которой занимается более сотни ребят (на 2010 г.). Среди воспитанников школы чемпионка Европы Елена Зиновьева, бронзовый призёр І юношеской Олимпиады в Сингапуре Константин Рева, бронзовый призёр юношеского чемпионата мира Татьяна Сирота.
С 1995 года проводится Рождественский турнир на призы двукратного олимпийского чемпиона по тяжёлой атлетике Леонида Жаботинского (основатель и бессменный организатор турнира — Руслан Жаботинский).
- Тяжелоатлет Бронислав Рыжик в 1982 г. победил на Кубке СССР[45].

## Художественная гимнастика
- Запорожье славится своей школой художественной гимнастики. Главная школа города — ДЮСШ 5, но в основном гимнастки тренируются во Дворце Спорта «ЗАС».
- В 2010 г. в Запорожье после 20 лет перерыва, обусловленного дефицитом финансирования, прошёл Чемпионат Украины по художественной гимнастике[131].
- Гимнастка Ольга Родионова в 1982 г. стала чемпионкой Европы[45].
- В 2010 г. запорожанка Алина Максименко стала 4-й в упражнениях со скакалкой на Чемпионате мира 2010 г.[132]
- Запорожанка Евгения Гомон участвовала в Олимпийских играх 2012 года, в 2013 году завоевала три бронзовые награды в групповых упражнениях на Универсиаде в Казани, бронзовую награду в групповом упражнении чемпионата мира 2013 года.

## Ушу
В городе действует Запорожская федерация ушу.
- На Чемпионате Европы 2010 г. запорожские спортсмены завоевали 10 наград: А. Тютюнник (золото и бронзу), М. Павлинская (серебро), В. Лютенко (серебро — чан цюань), А. Дербенёва (2 золота и серебро), М. Малая (3 золотые медали).
- В 2012 г. на чемпионате мира по традиционному ушу запорожские ушуисты завоевали два золота и пять бронзовых медалей: А. Попков (две бронзы, пудао и бацзицюань), А. Шевченко (бронза, алебарда), М. Малая (золото), М. Данченко (золото и бронза), А. Тютюник (бронза)[134].
- В ноябре 2012 г. в Запорожье проходил финал Кубка Украины по ушу (таолу), где приняли участие более двухсот атлетов из 9 регионов и областных центров Украины[135].

## Футбол
- «Металлург» — футбольный клуб выступающий в высшей лиге Украины, участник Кубка УЕФА (2002-2003, 2006-2007).
- Ранее существовали такие футбольные команды:

Торпедо (1982—2002);
«Виктор» (1994—2000);
«Орбита» (укр. Орбіта (футбольний клуб, Запоріжжя));
«Цветмет» (пол. Kolormet Zaporoże);
«Крылья Советов» (пол. Kryła Rad Zaporoże);
«Титан» (пол. Tytan Zaporoże);
«Локомотив».
Пляжный и мини-футбол
- Высоких результатов по мини футболу достигли запорожские команды[136]:

«Надежда-ЗНУ» — Чемпион Украины среди команд высшей лиги 1992 г., 1993 г.- второе место, 1994 г.- третье место; 1994 г. — Чемпион Евро-Азиатской мини-футбольной лиги; 1994 г. — обладатель Кубка «Славянских государств».
«Виннер Форд–Университет» — 1998 г.- третье место в высшей лиге, 1999 г.- второе место и выигрыш Кубка Украины.
«Запорожкокс» — 1999 г.- третье место в высшей лиге, 2000 г.- второе место. Победитель Международного турнира «Кубок ЦИГИ ЦАГА» (Чехия).
«ДСС» — третье место в высшей лиге шесть раз, 2004 г. — второе место, 2002 г. — выигрыш Кубка Украины.
«Академия» (ЗГИА) и «Университет»(ЗГУ) — 2001 г., 2002 г.- выигрыш Кубка Президента Украины (среди студенческих команд).
«Аква-Фонтана» — 2007 г. — бронзовый призёр Чемпионата Украины среди ветеранов (35 лет и старше); 2004 г. — 4 место в Чемпионате Украины по пляжному футболу.
Любительский клуб «Катран» — чемпионы 2010 года всеукраинского чемпионата «Бизнес-лига». 3-е место в Чемпионате Украины по пляжному футболу в 2005 г. В Кубке Украины по футзалу 2010 вышли в 1/8.
- В городском чемпионате по пляжному футболу существуют высшая и первая лиги. В 2010 году был проведён девятый чемпионат по пляжному футболу среди команд первой лиги[139].
- В 2011 г. в Запорожье прошёл финал Кубка Украины по футзалу[140].

## Хоккей
Хоккей развит в Запорожье слабо. Основной проблемой является недостаточное количество ледовых площадок. Энтузиасты хоккея тренируются как в Запорожье (каток возле ДС «Юность») так и в соседнем Днепропетровске. Проводится чемпионат Запорожья, в котором в сезоне 2011 принимали участие 4 команды. Одна из команд — «Запорожские моржи (пол. Zaporiźki Morżi Zaporoże)» выступала в высшей лиге сезона 2008\2009. В городе существуют и детские хоккейные команды «Запорожье», «Аврора». В 2009 году запорожские школьники в составе сборной Украины стали чемпионами на европейском турнире.
Хоккейная команда Днепроспецсталь одноимённого комбината существовала в 1971—1974 гг. В сезоне 1972\1973 гг. во второй лиге команда заняла пятое место, а в сезоне 1973\1974 года заняла 10-е место.

## Шахматы и шашки
В Запорожье действует шахматно-шашечный клуб «Думка». В 2010 г. прошёл VI Международный шахматный фестиваль «Кубок Анатолия Ермака».
- В 2010 г. на Чемпионате мира в категории «Кадеты» Богдан Панченков завоевал две бронзы — в классических и молниеносных шашках, а Мирослава Озивская в составе команды завоевала серебро[146].
- В 2013 году Анна Дмитренко стала чемпионкой мира в блиц по шашкам-100 среди юниоров (до 19 лет)[147].

## Вовинам Вьет Во Дао
Вьетнамский стиль борьбы Вовинам Вьет Во Дао появился в Запорожье в 1992 году. На базе двух групп, которые тренировали С. Н. Межевский и Ю. А. Гребешков был сформирован костяк национальной сборной Украины, который с 1994 по 1997 тренировал известный вьетнамский тренер профессор — Чонг Куан Ана (Вьетнам), а с 1997 года — Президента Всемирной федерации Вовинам Вьет Во Дао Чанг Нгуен Дао(Франция). Наиболее успешным на мировой арене Вьет Во Дао стал запорожец Максим Вершина.

## Остальное

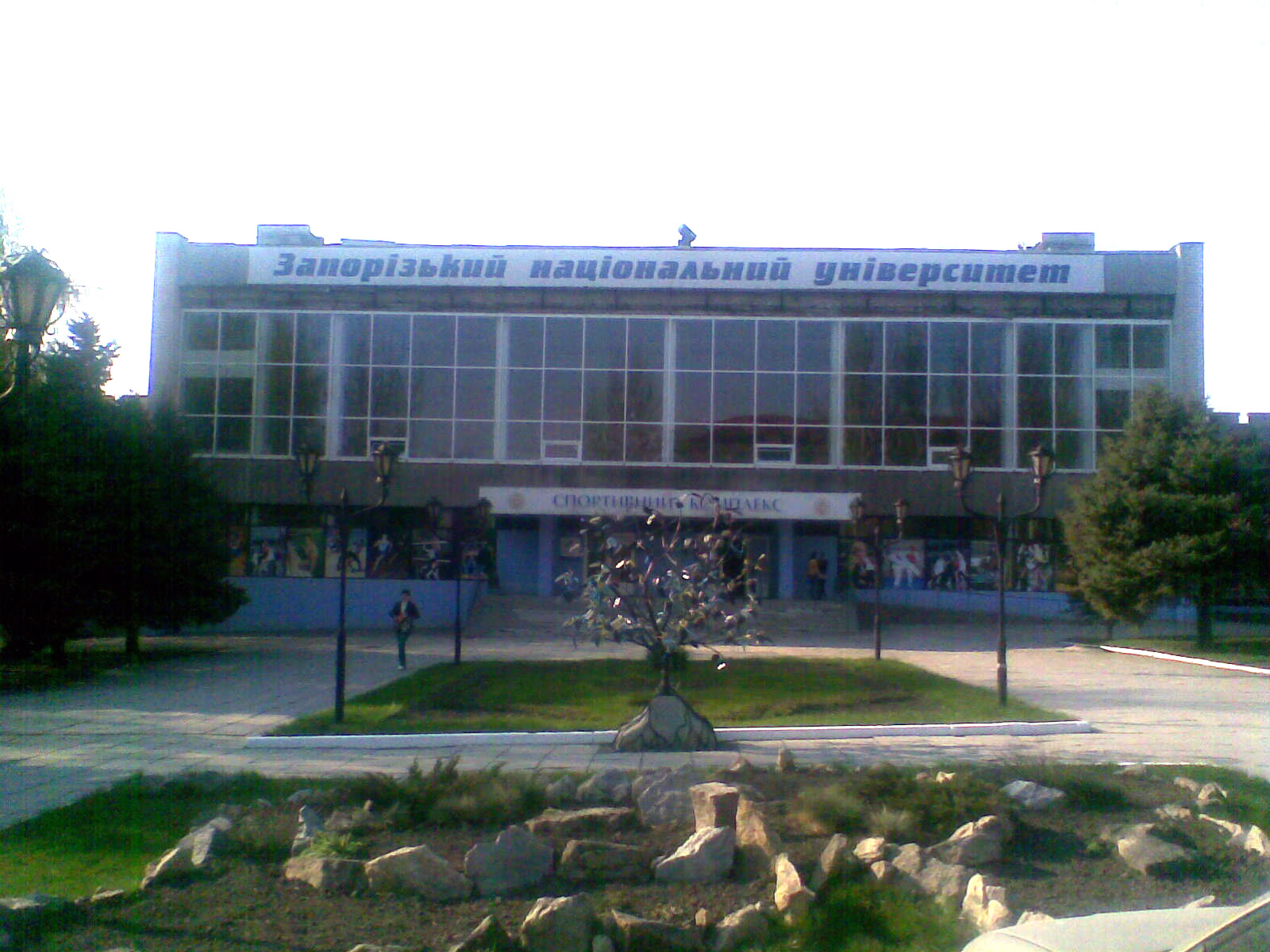
Спорткомплекс Запорожского национального университета

- Запорожье на протяжении ряда лет показывает высокие результаты в спортивной аэробике среди студентов[148].
- В Запорожье проходили этапы чемпионата Украины по контактному автокроссу[149]. В 2010 г. в Запорожье прошёл 2-й этап Кубка Украины года по автокроссу[150].
- В 2010 г. Максим Вершина отстоял титул чемпиона мира по Вовинам Вьет Во Дао[151].
- В 2010 г. в Запорожье проходил 18-й Чемпионат Украины по пожарно-прикладному спорту. Стадион в Запорожье считается одним из лучших на Украине для боевой подготовки спасателей[152].
- В Запорожье много скалолазов, которые на открытом воздухе тренируются на скалах Хортицы. В 2011 г. был открыт 6-метровый тренировочный стенд.[153]
- В Запорожье представлено боевое искусство айкидо которому обучают, в частности, в клубе «Ренгикан».[154]
- В Запорожье действует сразу три ДЮСШ, в которых обучают плаванию. Воспитанники регулярно побеждают в региональных и всеукраинских соревнованиях. В частности, представители клуба "Салют" по результатам чемпионата в Запорожье отправились представлять город на Чемпионате Украины в Харькове.